# Federazione di canottaggio della Germania
Il Deutscher Ruderverband o DRV (ted. Federazione tedesca di canottaggio) è l'organo di governo degli sport canottieri in Germania, fondato il 18 marzo 1883 a Colonia.
È la struttura che organizza a livello nazionale le federazioni del singoli Länder (in tedesco Landesruderverbände). È la più antica federazione sportiva tedesca e la federazione nazionale col maggior numero di tesserati (78.000 mentre 670 sono le società federate. Dati 2005).

## Obiettivi
Compito della DRV è sostenere l'attività di chi pratica il canottaggio, selezionare e organizzare le squadre nazionali e coordinare le attività remiere.

## Struttura
Organi della DRV sono il Vorstand (consiglio), Rudertag (consiglio dei canottieri), Länderrat (consiglio dei Länder) e Ältestenrat (consiglio degli anziani). È membro della Federazione Tedesca degli Sport Olimpici (in tedesco Deutscher Olympischer Sportbund) e della FISA, la federazione mondiale di canottaggio.

## Storia
La DRV è stata fondata il 18 marzo 1883 a Colonia in Germania. Nel 1912 si affiliò alla FISA, e vi appartenne fino al 1914 con lo scoppio della prima guerra mondiale. Dal 1932 vi furono ammessi anche i club di canottaggio femminili. L'adesione alla FISA del 1934 non durò a lungo e si concluse nel 1939 ancora a causa della guerra.
Nei primi anni la Federazione aveva una sezione amatoriale, perché chi lavorava non poteva partecipare alle gare ufficiali, in tal modo il canottaggio era riservato alle classi più alte e più colte. I lavoratori avevano perciò proprie piccole federazioni di canottaggio che nel 1933 vennero forzatamente riunite nella Deutscher Ruderverband.
La DRV venne rifondata nel 1949 a Wetzlar. Nel 1968 la DRV tenne a battesimo la Federazione giovanile di canottaggio (in tedesco Deutsche Ruderjugend). Nel 1951 la DRV si riaffiliò alla FISA.
In seguito alla riunificazione tedesca, nel 1991 assorbì la Federazione di canottaggio della Germania Est (in tedesco Deutscher Ruder-Sport-Verband), riformando così la squadra nazionale di canottaggio dell'intera Germania.